# 遺伝性難聴
遺伝性難聴（いでんせいなんちょう）は遺伝子の異常によって引き起こされる難聴である。教育上配慮を要する程度の難聴は、1,000の出生に1の頻度であり、そのうちの約半数が遺伝性のものだとされている。

## 分類
遺伝形式によって、優性遺伝による難聴、および劣性遺伝による難聴、伴性遺伝による難聴、ミトコンドリア遺伝子の異常による母系遺伝を示す難聴などに分けられる。
難聴以外の随伴する症状の有無によって、難聴以外の症状のない非症候群性難聴と難聴以外の症状のある症候群性難聴とに分けられる。
発症時期によって、先天性難聴と早発性難聴、後天性難聴に分けられる。あるいは、言語習得前難聴と言語習得後難聴とに分けることもある。

### 非症候群性難聴
- 常染色体優性遺伝の座位は60近く知られている。言語習得後に発見されることが多く、多くは進行性である。高音域の損失を示すことが多いが、皿型ないし低音障害型の聴力像を示すこともある。ほとんど全てが感音難聴だが、稀に耳小骨奇形による伝音難聴のことがある。
- 常染色体劣性遺伝の座位は90近くが知られている。全て感音難聴であり、ほとんど高度ないし重度の先天難聴である。13番染色体長腕にあるGJB2(コネキシン26)遺伝子の異常によるものが一番多い。
- X染色体上には5つの難聴の遺伝子座が同定されている。
- ミトコンドリア遺伝子の1555変異はアミノ配糖体系抗生物質の副作用としての難聴に対する易受傷性をもたらすが、原因不明の難聴に見出されることもある。3243変異は糖尿病その他の異常を伴うことが多いが難聴だけを示すこともある。

参考文献:Hereditary Hearing loss Homepage　http://hereditaryhearingloss.org

### 症候群性難聴
随伴する症状によって数多くの疾患が知られており、随伴する症状によって便宜的に分類される。少数のものを除いて何れも稀である。
代表的なものを次に挙げる。(AD=常染色体優性遺伝,AR=常染色体劣性遺伝,XL=伴性遺伝)
- 外耳の異常を伴うもの
  - 鰓弓耳腎症候群(Branchio-oto-renal syndrome (BOR)): 伝音難聴あるいは感音難聴、混合難聴に耳前部瘻孔および側頚瘻、外耳や中耳、内耳の奇形、腎奇形を伴う。AD
- 眼の異常を伴うもの
  - アッシャー症候群(Usher syndrome): 網膜色素変性症を伴う難聴である。臨床症状によって、I型からIII型までの3つの型に分けられている。AR
  - レフスム(Refsum)症候群：進行性感音難聴に網膜色素変性および肥厚性慢性神経炎による神経症状、失調症、魚鱗癬、心電図異常などを伴う。phytanoyl-CoA hydroxylase (PHYH)あるいは peroxin-7 (PEX7)遺伝子の異常による。より重症な幼児型もある。
- 筋・骨の疾患を伴うもの
  - 骨形成不全症：骨の易骨折性、青色強膜などをおもな症状とする。難聴は混合難聴が多い。重症度や遺伝形式でI～IV型に分けられる。主にコラーゲン遺伝子の異常による。
- 皮膚の異常を伴うもの
  - ワールデンブルグ症候群(Waardenburg syndrome): 虹彩異色などの、皮膚や毛髪、虹彩の色素異状を伴う。内眼角外側偏移を伴うI型と、それを伴わないII型、上肢奇形を伴うIII型、ヒルシュスプルング病(Hirschsprung's disease)を伴うIV型がある。I型の約2割に両側高度難聴が見られ、また、II型の難聴の頻度はI型より高い。I型とIII型は2q35にあるPax3遺伝子の異常による。II型は3p14.1-12.3にあるMITF遺伝子の異常によるものが多い。
- 腎疾患を伴うもの
  - アルポート(Alport)症候群: 感音難聴を伴う遺伝性進行性腎炎。ADおよびAR,XLの各遺伝型がある。コラーゲン遺伝子の異常による。
- 神経疾患を伴うもの
  - 両側聴神経腫瘍(神経線維種症II型): 通常の神経線維種症(レックリングハウゼン病)にみられる末梢神経および皮膚の病変は少ない。２２番染色体にあるNF2腫瘍抑制遺伝子の異常による。AD
- その他の疾患を伴うもの
  - ペンドレッド症候群(Pendred syndrome): ヨウ素の有機化障害を伴う甲状腺腫と感音難聴の合併したものである。原因遺伝子は、7q31にあるSLC26A4であり、これは前庭水管拡大を伴う非症候群性難聴DFNB4の原因遺伝子と同じである。AR

参考文献：Gorlin RJ,Toriello HV,Cohen MM:Hereditary Hearing Loss and Its Syndromes.Oxford University Press 1995